# NORRY NIGHT
NORRY NIGHT（ノリーナイト）は2000年4月から宮崎放送（MRTラジオ）で放送されていた若者向けのローカルラジオ番組で、HPでは「笑いの教育番組」と紹介されている。

## 出演者
- 岡本憲明（元・宮崎放送アナウンサーで現在は福岡・佐賀でフリーアナウンサーとして活躍中）

## 概要
- 岡本憲明（元・MRTアナウンサー、ディレクター（現在、福岡・佐賀でフリーアナウンサーとして活躍中））が、パーソナリティーを務めていた「俺たちパープリン」や「NORRYのうだうだホットウェーブ（後にNorryのうだうだハイスクールに改名）」の流れを引き継いで放送されていた「NORRYのよざらNIGHT」が2000年4月にリニューアルした番組である。なお、「NORRY」とは岡本憲明の愛称である。
- 番組は「俺たちパープリン」からの流れを引き継いで非常にバカ度が強く、ハガキのネタもくだらない内容の投稿が多かった。また、下ネタの投稿も多く、番組では男性性器の名称を放送コードに引っかからぬ様「オニンニン」と呼んでいた。
- 「NORRYのよざらNIGHT」からの流れでコミックソングや変な歌を取り上げて「よざソング」として流していた。
（よざソングとして取り上げられた歌の一例）
  - 岩田光央 「オーチンチン」（ハニー・ナイツのカバー）
  - 王様 「幸せなクリスマス（戦争は終わった）」（ジョン・レノンのカバー）等
- 番組中、BGMの一曲として流れていた1961年～1967年に活動したベルギーのロックバンドThe Cousinsの「Kana Kapila」のエンディングにある「カンカピラカンナカピラカンナカピ～ラ」と言う叫びに合わせて叫ぶ事が通例となっていた。何時掛かっても話止めて叫んでいた。
- 一番良かったハガキネタの投稿者には、「よざ袋」と言う演歌歌手のノベルティーグッズ等リスナーであった若者は貰っても嬉しくない物を詰め合わせた袋をプレゼントしていた。
- 前身番組の「NORRYのよざらNIGHT」の「よざらNIGHT」は、宮崎弁の「くだらない」と言う意味の「よざらない」と掛けてある。